# Quần đảo Wasp
Quần đảo Wasp là một nhóm đảo nhỏ thuộc quần đảo San Juan, tiểu bang Washington, Hoa Kỳ.
Quần đảo Wasp được đặt tên bởi Charles Wilkes, trong cuộc thám hiểm 1838-1842. Tên đảo được đặt theo con thuyền Wasp, được chủy huy bởi Jacob Jones, nhằm tôn vinh nó trong trận chiến năm 1812.